# Prudential Financial
Эта статья об американской компании; о британской см. Prudential plc; о других значениях см. Prudential
Prudential Financial ([pruˈdenʃəl faɪˈnænʃəl]) — американская страховая и инвестиционная компания. Работает в США, Японии и некоторых других странах Азии и Латинской Америки; зарубежные операции приносят около трети выручки. Основная специализация — пенсионное и групповое страхование. Размер активов под управлением $1,72 трлн на 2020 год.

## История
Джон Драйден (англ. John F. Dryden) в 1873 году основал страховую компанию Widows and Orphans Friendly Society («Общество помощи вдовам и сиротам»), в 1875 году он переименовал эту компанию в Prudential Friendly Society по аналогии с британской The Prudential Assurance Company Limited, которую решил взять за образец (слово prudential переводится как благоразумный) — она предоставляла страховые услуги рабочему классу по доступной цене. В 1881 году Джон Драйден был избран советом директоров президентом Prudential и занимал этот пост в течение 30 лет. С 1885 по 1905 год активы компании выросли с $1,03 млн до $102,38 млн, количество полисов — с 423 тысяч до 6,5 млн. В 1896 году в качестве логотипа компании была избрана Гибралтарская скала. В 1901 году было открыто первое зарубежное отделение в Торонто (Канада). После смерти Джона Драйдена в 1911 году компанию возглавил его сын, Форрест Драйден (англ. Forrest F. Dryden). В 1915 году компания начала процесс превращения во взаимную страховую компанию, то есть её владельцами стали держатели страховых полисов, этот процесс был завершён в 1942 году. Несмотря на крупные выплаты, связанные с Первой мировой войной и пандемией гриппа в 1918 году, активы компании продолжали быстро расти и к 1922 году достигли $830 млн.
В 1946 году Prudential возглавил Кэрролл Шэнкс (Carroll M. Shanks). Он провёл децентрализацию компании — были сформированы 8 региональных подразделений, которые обладали большой автономией. С 1950 года компания начала инвестировать свои активы в акции. В 1967 году Prudential обошла Metropolitan и стала крупнейшей страховой компанией в мире по размеру активов ($23,6 млрд). В 1968 году операции с недвижимостью были выделены в дочернюю компанию PIC Realty Corporation, в 1972 году ещё одна дочерняя компания, Prudential Property and Casualty Insurance Company, начала оказывать услуги страхования собственности и от несчастных случаев. В 1973 году была создана компания перестрахования Prudential Reinsurance Company. в 1974 году была куплена лизинговая компания CNA Nuclear Leasing (переименованная в Prudential Lease), а в 1976 году — британская компания Hanbro Life Assurance Ltd. В период с 1973 по 1978 год были созданы ещё ряд дочерних компаний: PIC Realty Canada, Ltd. (недвижимость в Канаде), Prudential Health Care Plan (медицинское страхование), Pru Capital Management (услуги по управлению активами), Le Rocher, Compagnie de Reassurance (услуги перестрахования в Европе), Pru Funding (долгосрочное кредитование), Pru Supply (финансирование поставок горючих материалов и другого сырья), Prudential General Insurance Company (групповое страхование собственности и от несчастных случаев), Pru Service Participacos (страховые услуги в Бразилии). В 1979 году была создана совместная компания с Sony, Sony-Prudential, которая занималась страхованием в Японии (Prudential продала свою долю Sony в 1987 году, основав в Японии свою собственную компанию). В 1981 году была куплена инвестиционно-брокерская контора Bache & Co., на то, чтобы вывести её в лидеры инвестиционных услуг было затрачено $2,4 млрд, однако, без особого успеха.
Начиная со второй половины 1980-х у Prudential началась серия проблем. Биржевая паника в октябре 1987 года нанесла компании убыток в $1 млрд. Ужесточение законодательства США в отношении налоговых гаваней существенно сократило доход компании от разработки схем по минимизации налогообложения. В начале 1990-х против компании была подана серия исков в связи с продажей брокерами дочерней компании Pru Securities долей в ограниченных партнёрствах. Сотне тысяч клиентов было продано таких долей на $6 млрд, однако вскоре они обесценились в несколько раз. В середине 1990-х против компании было начато расследование в отношении завышения стоимости страховых полисов, сумма штрафов к 1997 году достигла $2 млрд. Крупные страховые выплаты в связи с ураганом Эндрю 1992 года и землетрясением в Нортридже (Калифорния) в 1994 году ещё больше осложнили положение Prudential. Компании пришлось продать подразделения недвижимости, перестрахования и медицинского страхования, в 2001 году она из взаимной стала публичной, выпустив акции на Нью-Йоркской фондовой бирже.

## Деятельность
Два основных направления деятельности компании:
- Страхование (пенсионное, групповое страхование сотрудников, рента и страхование жизни, медицинское страхование)
- Управление активами через дочернюю компанию PGIM[1]

В 2015 году Prudential Financial заняла 13-е место среди крупнейших инвестиционных компаний мира по размеру активов под управлением ($1,184 трлн).
Выручка в 2020 году составила 74 млрд долларов, из них 31,1 млрд составили страховые премии, 17,4 млрд — инвестиционный доход; 21,6 млрд принесла зарубежная деятельность. Активы на конец года составили 941 млрд долларов, из них 542 млрд составили инвестиции (наиболее крупные категории — корпоративные облигации и японские гособлигации). Активы под управлением составили 1,72 трлн долларов.
Prudential Financial ведёт деятельность в основном в США, из зарубежных операций наибольшее значение имеет Япония, также через дочернюю компанию Gibraltar Life предоставляет услуги в Бразилии, Аргентине и Мексике, совместные предприятия имеются в Чили, КНР, Индии, Индонезии и Гане. В компании работает 41,7 тысяч человек, из них 16,2 тысячи в США.
| Год                 | 2001   | 2002  | 2003  | 2004  | 2005  | 2006  | 2007  | 2008   | 2009  | 2010  | 2011  | 2012  | 2013   | 2014  | 2015  | 2016  | 2017  | 2018  | 2019  | 2020   |
| ------------------- | ------ | ----- | ----- | ----- | ----- | ----- | ----- | ------ | ----- | ----- | ----- | ----- | ------ | ----- | ----- | ----- | ----- | ----- | ----- | ------ |
| Оборот              | 26,42  | 26,04 | 27,66 | 28,12 | 31,71 | 32,04 | 34,07 | 28,99  | 32,57 | 38,41 | 49,09 | 84,85 | 41,46  | 54,11 | 57,12 | 58,78 | 59,69 | 62,99 | 64,81 | 57,03  |
| Чистая прибыль      | -0,154 | 0,194 | 1,264 | 2,256 | 3,540 | 3,417 | 3,729 | -1,081 | 3,090 | 3,206 | 3,666 | 0,570 | -0,560 | 1,438 | 5,712 | 4,419 | 7,974 | 4,088 | 4,238 | -0,146 |
| Активы              | 292,9  | 292,6 | 321,3 | 400,8 | 417,8 | 454,3 | 485,8 | 445,0  | 480,2 | 539,9 | 620,1 | 709,2 | 731,8  | 766,7 | 757,4 | 784,2 | 832,1 | 815,1 | 896,6 | 940,7  |
| Собственный капитал | 20,45  | 21,33 | 21,29 | 22,34 | 22,76 | 23,26 | 23,92 | 13,79  | 25,73 | 32,93 | 34,64 | 39,11 | 35,88  | 42,35 | 41,92 | 46,26 | 54,51 | 49,03 | 63,72 | 68,21  |

В списке крупнейших публичных компаний США Fortune 500 в 2016 году Prudential Financial заняла 50-е место, а в списке крупнейших публичных компаний мира Fortune Global 500 заняла 152-е место.
В списке Forbes Global 2000 в 2016 году Prudential Financial заняла 81-е место, в том числе 42-е по размеру активов, 85-е по чистой прибыли, 134-е по обороту и 291-е по рыночной капитализации.

## Руководство
- Чарльз Лоури (Charles F. Lowrey) — председатель правления, президент и главный исполнительный директор (CEO) с 2018 года, в компании с 2001 года.
- Роберт Фолзон (Robert M. Falzon) — вице-председатель с 2018 года, в компании с 1983 года.

## Акционеры
Крупнейшие владельцы акций Prudential Financial на 31 декабря 2016 года.
| Название акционера                            | Количество акций | Процент |
| --------------------------------------------- | ---------------- | ------- |
| The Vanguard Group, Inc.                      | 29 303 986       | 6.81    |
| State Street Global Advisors, Inc.            | 20 235 854       | 4.71    |
| Wellington Management Company LLP             | 20 165 505       | 4.69    |
| Norges Bank Investment Management             | 17 638 074       | 4.10    |
| BlackRock Institutional Trust Company, N.A.   | 12 253 898       | 2.85    |
| Capital Research and Management Company, Inc. | 12 045 305       | 2.80    |
| MFS Investment Management K.K.                | 8 416 570        | 1.96    |
| Mellon Capital Management Corporation         | 6 380 455        | 1.48    |
| BlackRock Fund Advisors                       | 5 729 912        | 1.33    |
| J.P. Morgan Investment Management Inc.        | 5 494 401        | 1.28    |
| Morgan Stanley Smith Barney LLC               | 5 260 812        | 1.22    |
| Northern Trust Investments, Inc.              | 5 074 699        | 1.18    |
| BlackRock Investment Management (UK) Limited  | 4 939 228        | 1.14    |
| BlackRock Advisors, LLC                       | 4 318 200        | 1.00    |
| Geode Capital Management, LLC                 | 3 929 199        | 0.91    |
| Columbia Management Investment Advisers, LLC  | 3 821 716        | 0.88    |

## Дочерние компании
- PGIM, Inc.
- Jennison Associates, LLC
- Gibraltar Life Insurance Company, Ltd.